# Anastasios Bakasetas
Anastasios Bakasetas (Corinto, 28 de junho de 1993) é um futebolista profissional grego que atua como meia ofensivo. Atualmente joga no Panathinaikos.

## Carreira

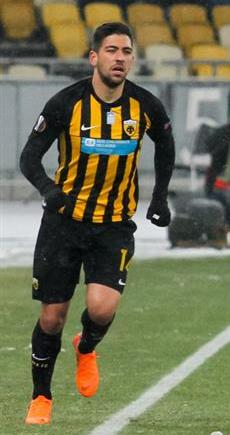
Anastasios Bakasetas com a camisa do AEK Atenas

### Asteras Tripolis
Anastasios Bakasetas se profissionalizou no Asteras Tripolis, em 2010. Bakasetas surgiu como grande promessa no clube, estreando logo no Campeonato Grego, onde sua primeira partida foi contra o Skoda Xanthi, numa derrota por 2–1, e sua primeira partida de titular foi contra o poderoso Olympiakos.

### Empréstimos ao Thrasyvoulos e Athlitikos
O empréstimo para Thrasyvoulos Fylis fez com que marcasse o primeiro gol como profissional contra o Ethnikos Asteras.  E o empréstimo ao Aris Athlitikos, clube da Segunda Divisão Grega foi importante pela permanência de divisão.

### Panionios
Em janeiro de 2015, assinou pelo Panionios por um valor de desconhecido para a temporada 2015–16. Em sua passagem pelo clube, ajudou o clube a vencer jogos importantes contra grandes equipes do país, como Iraklis e Panathinaikos.

### AEK Atenas
Suas boas atuações levaram a ter sondagens de clubes, principalmente do AEK Atenas, fazendo com o presidente do clube, Dimitrios Melissanidis, decidisse por contratá-lo para a temporada 2016–17 pelo valor de € 300 000.

## Títulos
AEK Atenas
- Campeonato Grego: 2017–18

Trabzonspor
- Campeonato Turco: 2021–22